# Galumnopsis clavata
Galumnopsis clavata är en kvalsterart som beskrevs av Sandór Mahunka 1983. Galumnopsis clavata ingår i släktet Galumnopsis och familjen Galumnellidae. Inga underarter finns listade i Catalogue of Life.